# Danmarks Ambassade i Prag
Danmarks Ambassade i Prag er en af Danmarks repræsentationer i udlandet. Ambassaden ligger i Tjekkiets hovedstad, Prag, og blev etableret den 1. januar 1993. Ambassaden ligger på Maltézské Náměsti (den Maltesiske Plads) i byområdet Mala Strana i Prag.
Ambassaden er ansvarlig for at varetage Danmarks interesser i Tjekkiet og styrke de bilaterale relationer mellem de to lande. Dette inkluderer bl.a. politiske, økonomiske og kulturelle forbindelser.
Ambassaden har en række funktioner, herunder at yde konsulær bistand til danske statsborgere i Tjekkiet og at promovere dansk erhvervsliv i landet. Ambassaden samarbejder også med tjekkiske myndigheder og organisationer for at fremme dansk-tjekkisk samarbejde inden for en række områder, herunder kultur, videnskab og uddannelse.
Ambassadens nuværende ambassadør er Søren Kelstrup, og der arbejder ca. 20 ansatte på ambassaden, herunder diplomatisk personale, administrative medarbejdere og lokalt ansatte.
Ambassaden i Prag er en vigtig dansk repræsentation i Centraleuropa, og dens arbejde bidrager til at styrke det danske samarbejde med Tjekkiet.

## Historie
Den danske ambassade i Prag blev oprettet den 1. januar 1993, efter Tjekkoslovakiet blev delt i to lande: Tjekkiet og Slovakiet. Danmark var blandt de første lande, der anerkendte de nye stater, og åbnede ambassade i Prag som et led i denne anerkendelsesproces.